# Melotone Records (Verenigde Staten)
Melotone Records was een Amerikaans platenlabel, dat in 1930 werd opgericht door Brunswick Records, een platenlabel dat eerder dat jaar in handen was gekomen van Warner Music Group. Brunswick wilde met dit label lager geprijsde 78 toerenplaten aan de man brengen, een markt die gedeeld moest worden met bijvoorbeeld Columbia (het label Clarion) en de Plaza Music Company. Eind 1941 werd Brunswick, en daarmee ook Melotone, overgenomen door de American Record Corporation (ARC). Het label werd stopgezet in 1938. In 2010 werd Melotone Records opnieuw opgericht, als onderdeel van Melotone Music LLC.
Melotone Records bracht populaire dansmuziek van die tijd uit, meestal opgenomen door een groep studiomuzikanten die met een pseudoniem werkte, zoals Ralph Bennett and his Seven Aces, Bob Causer and his Cornellians, Owen Fallon and his Orchestra, Sleepy Hall and his Collegians, Vic Irwin and his Orchestra, Chick Bullock and his Levee Loungers, Vincent Rose and his Orchestra, Paul Small and his Orchestra. De muziek was gevarieerd: jazz, blues, country, Mexican, cajun en Hawaii-muziek.
Artiesten die op Melotone-platen uitkwamen, waren onder andere Eddie Cantor, Annette Hanshaw, Lead Belly, Blind Boy Fuller, Gene Autry en Tex Ritter.